# Goliathodes shafferi
Goliathodes shafferi är en fjärilsart som beskrevs av Munroe 1974. Goliathodes shafferi ingår i släktet Goliathodes och familjen Crambidae. Inga underarter finns listade i Catalogue of Life.